# Maathorneferura
Maathorneferura era una princesa hitita que fue reina egipcia a mediados de la XIX Dinastía (hacia 1245 a. C.)
El nombre de Maathorneferura (Maat-Hor-Neferu-Ra) es egipcio, y el auténtico nombre de esta mujer se ha perdido, debido a la costumbre de que todas las princesas extranjeras enviadas al harén del faraón cambiaban su nombre por uno autóctono.
Era hija del emperador hitita Hattusili III y de su esposa Puduhepa, y fue a Egipto durante el año 34 del reinado de Ramsés II para afianzar el tratado de paz entre ambas potencias (que llevaban en guerra varios años). La llegada de Maathorneferura fue un evento especial que marcó el comienzo de la segunda mitad del reinado de Ramsés II, ya un cincuentón que comenzaba a alejarse y desdeñar los asuntos de Estado.
La princesa hitita fue ascendida al rango de Gran Esposa Real, rango que tuvo que compartir con otras seis mujeres a lo largo del reinado de Ramsés II. Sin embargo, a esas alturas ya habrían muerto al menos las dos reinas principales, que marcarían la vida del rey, Nefertari y muy posiblemente también Isis-Nefert. Por tanto, Maathornefrura fue miembro de la segunda generación de grandes esposas reales, junto con las hijas del faraón Meritamón y Bint-Anat.
Perdemos todo vestigio de Maathorneferura al llegar a Egipto, y hay muy pocos monumentos en los que aparezca representada. Tuvo que tener descendencia de Ramsés II, y al menos se contabiliza una niña suya, de nombre Neferura. En cuanto a la antigua hitita, sin dudas se acostumbró con rapidez a la reposada y holgada vida de los harenes (pues nunca representó las funciones de gran esposa real que sí hicieron tanto Meritamón como Bint-Anat). Moriría probablemente a avanzada edad, a finales del gobierno de su esposo.
- Datos: Q256430
- Multimedia: Maathorneferure / Q256430